# ゼロ・ジャンル
ゼロ・ジャンル（ぜろ・じゃんる）はライトノベルの一ジャンルをさす言葉である。作家の新城カズマが著書『ライトノベル「超」入門』の中で提唱した。「一般文芸的なライトノベル・ライトノベル的な一般文芸」を指す言葉で、近年刊行数が増えつつあるジャンルである。
書評家の三村美衣も著書『この本、おもしろいよ！』の中で『半分の月がのぼる空』と『砂糖菓子の弾丸は撃ちぬけない』を例にあげ、「一般文芸的なライトノベル」を紹介している。
最近では、ライトノベルとして発売されたものが一般書籍として再版されるということも多くなってきている。（『砂糖菓子の弾丸は撃ちぬけない』、『おいしいコーヒーのいれ方』など）

## 主にゼロ・ジャンルと呼ばれる小説
※はライトノベル版・一般書籍版の両方が刊行されているもの。
- 『図書館戦争』　著：有川浩
- 『砂糖菓子の弾丸は撃ちぬけない』　著：桜庭一樹※
- 『十二国記』　著：小野不由美※
- 『半分の月がのぼる空』　著：橋本紡※
- 『ブレイブ・ストーリー』　著：宮部みゆき※
- 『クレイジーカンガルーの夏』　著：誼阿古
- 『おいしいコーヒーのいれ方』　著：村山由佳※
- 『失踪HOLIDAY』 著：乙一
- 『春期限定いちごタルト事件』 著：米澤穂信
- 『ロミオとロミオは永遠に』 著：恩田陸
- 『ミミズクと夜の王』 著：紅玉いづき
- 『僕らはどこにも開かない』 著：御影瑛路
- 『夏月の海に囁く呪文』 著：雨宮諒
- 『ポイポイポイ』 著：桑島由一
- 『「嘘」シリーズ』 著：清水マリコ※
- 『マルドゥック・スクランブル』 著：冲方丁
- 『プシュケの涙』 著：柴村仁※

## ゼロ・ジャンル小説の代表的なレーベル
- 電撃の単行本（メディアワークス）
- 講談社ノベルス（講談社）
- 講談社BOX（講談社）
- Style-F（富士見書房）